# Parafia św. Stanisława Kostki w Szczecinie
Parafia pod wezwaniem św. Stanisława Kostki w Szczecinie – jedna z parafii rzymskokatolickich należąca do dekanatu Szczecin-Żelechowo, archidiecezji szczecińsko-kamieńskiej, metropolii szczecińsko-kamieńskiej. Została erygowana w 1949. Siedziba parafii mieści się w Szczecinie przy ulicy Matki Teresy z Kalkuty.
Proboszczem parafii od 2015 jest ks. dziekan Zbigniew Rzeszótko.